# Charlotte de Ventadour

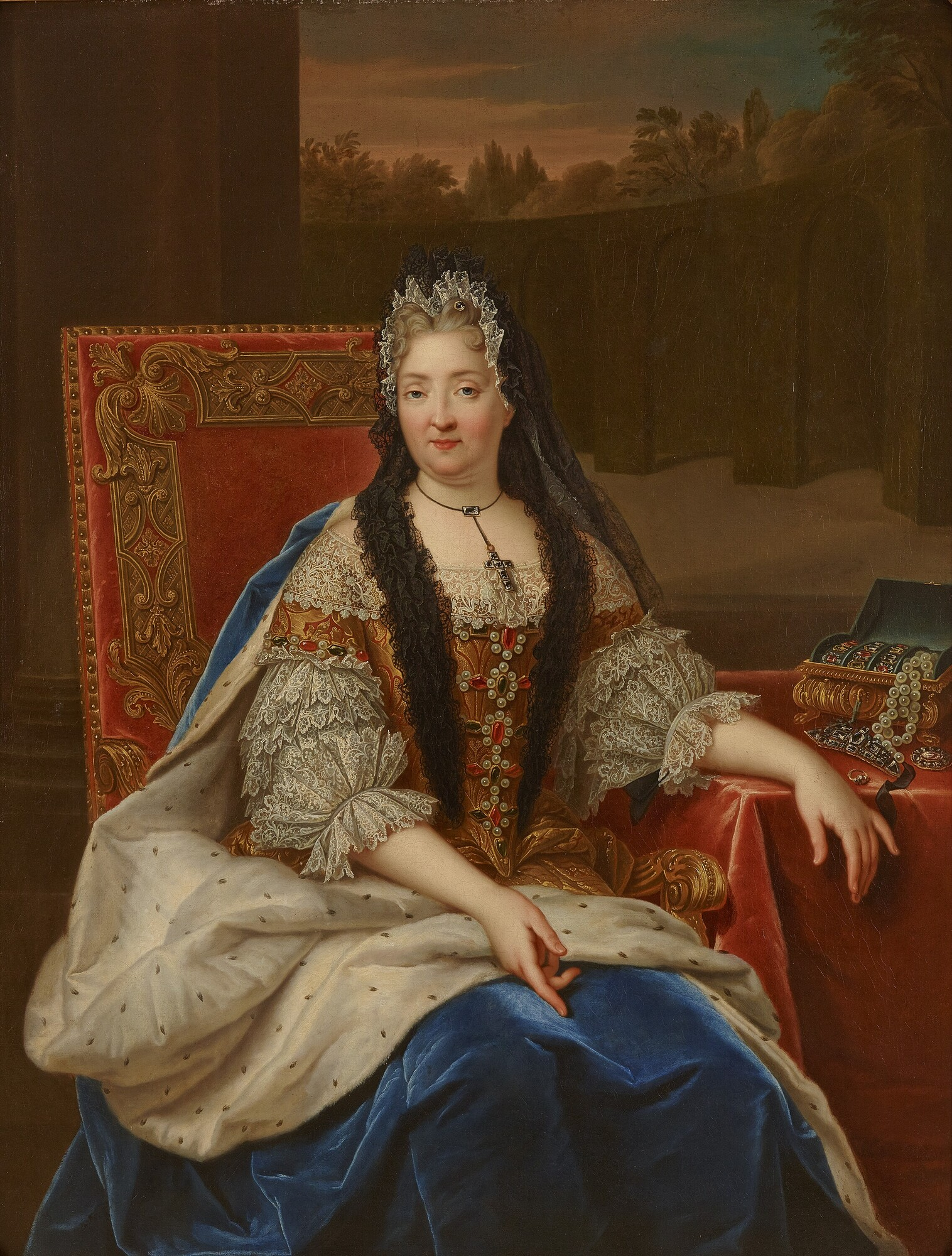
Mignard - Madame de Ventadour

Charlotte de Ventadour, hertiginna de Ventadour, född de La Motte Houdancourt 1654, död 1744 var en fransk hovdam. Hon var guvernant åt de franska kungabarnen åren 1704-1735 (först biträdande, från 1710 med titeln " Guvernant till Frankrikes barn").   

## Biografi

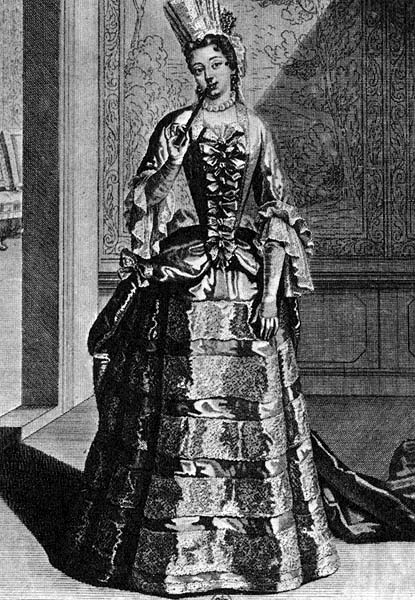
Madame de Ventadour som ung.

Hon var dotter till Philippe de La Mothe Houdancourt, hertig av Cardona och marskalk av Frankrike, (d. 1657), och Louise de Prie. Modern var de franska kungabarnens guvernant. 

### Äktenskap
Charlotte de La Motte Houdancourt blev 1671 bortgift med Louis Charles de Lévis, hertig av Ventadour och guvernör av Limousin (1647–1717). 
Äktenskapet var arrangerat och maken beskrivs som "horribel", ful, missformad och sexuellt depraverad, medan Charlotte beskrivs som vacker och charmerande. Äktenskapet gav henne titeln hertiginna, vilket hade stor betydelse vid hovet, där den innefattade rangmässiga privilegier som att sitta på en taburett i kungliga personers närvaro, något som under denna tid tillmättes mycket stor betydelse. 
Marie de Rabutin Chantal de Sévigné beskrev en scen med hänsyftning på det arrangerade äktenskapet, då Charlotte de La Motte Houdancourt vid ett tillfälle fick audiens hos drottningen, och man hade svårt att få fram en taburett fort nog. Sévigne utbrast då till ceremonimästaren: "Åh, ge henne den bara! Den har verkligen kostat henne tillräckligt!", och ceremonimästaren höll med.

### Hovkarriär

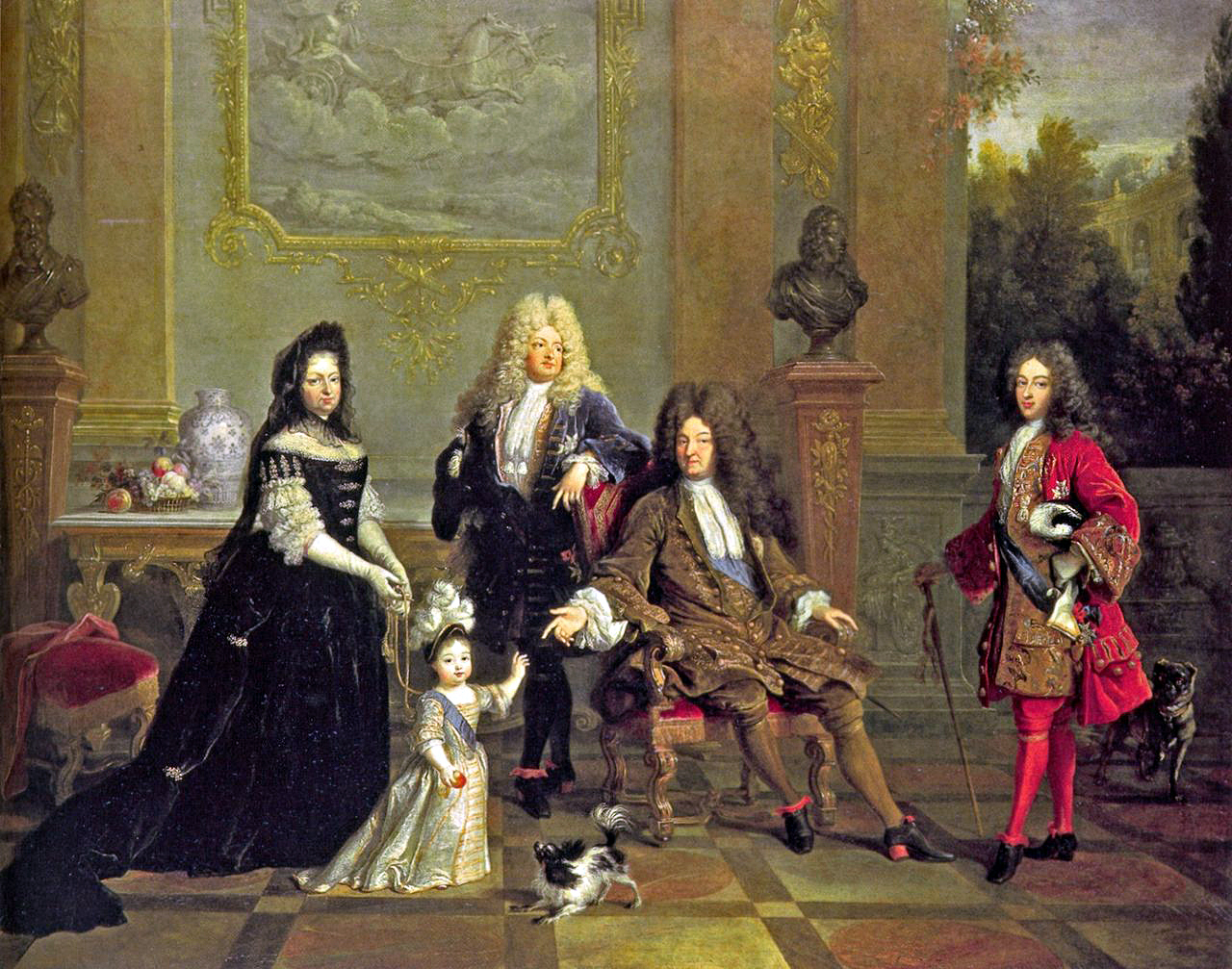
Charlotte de La Motte Houdancour (i svart) med Ludvig XIV och Frankrikes tronarvingar, 1710.

Hon hade en lång karriär vid hovet, där hon under över sjuttio år var en välkänd gestalt. Som ogift var hon hovfröken hos drottningen 1660-1671. Hon var anställd som Dame d'honneur åt kungens svägerska Elisabeth Charlotte av Pfalz mellan 1684 och 1703. 
Hon utnämndes år 1704 till kungabarnens guvernant. Hon tjänstgjorde till namnet som underordnad sin mor, biträdd av assisterande guvernanter. När hennes mor avled 1709 efterträddes hon först av hennes syster, och 1710 av hennes själv. År 1712 avled tronföljaren och hans fru i mässlingen; då även deras äldste son smittades, utsattes han för åderlåtning av läkarna, vilket försvagade honom och i sviterna av sjukdomen avled även denne. Då den yngste sonen, den blivande Ludvig XV insjuknade, lär Charlotte de La Motte Houdancourt ha räddat prinsens liv genom att låsa in honom sig själv samt tre sköterskor till dess han tillfrisknade, hela tiden oåtkomlig för läkare. 
1715 senare blev Ludvig monark. Charlotte kvarblev som barnkungens guvernant fram till år 1717, då man ansåg att kungen skulle uppfostras av män. Samma år blev hon änka och sedan återigen hovdam åt Elisabeth Charlotte av Pfalz. 
Mellan 1721 och 1725 var hon första hovdam med ansvar för kungens brud och blivande drottning Mariana Victoria av Spanien, som uppfostrades i Frankrike.
1727 kunde hon återuppta sin tjänst som guvernant för kungabarnen när kungens fick sina två första barn. Hon överlät 1735 sitt ämbete som kungabarnens guvernant åt sitt barnbarn Marie Isabelle de Rohan.